# David Kastelic
David Kastelic, slovenski gospodarstvenik, *  1966, Maribor.
Mag.  David  Kastelic je predsednik uprave GRAWE zavarovalnica. Diplomiral je na Univerzi v Mariboru na Strojni  fakulteti. Zaposlen je bil v podjetju Philip Morris.  Magistriral  je  leta  2010  na  Ekonomsko poslovni fakulteti v Mariboru. Leta 1998 se je zaposlil na Zavarovalnici Maribor. Leta 2013 je postal predsednik uprave Zavarovalnice Maribor. Od leta 2022 je predsednik uprave GRAWE zavarovalnica d.d.. 
David Kastelic je bil podpredsednik upravnega odbora Nogometnega kluba Maribor in podpredsednik upravnega odbora HNK Rijeka ter častni konzul Federativne republike  Brazilije v  Mariboru.
Kastelic je vodil tudi gospodarski odbor smučarskega tekmovanja Zlata lisica, ki sta ga organizirala  Mednarodna smučarska organizacija in  Smučarski klub Branik .